# Penha de França (Salamanca)

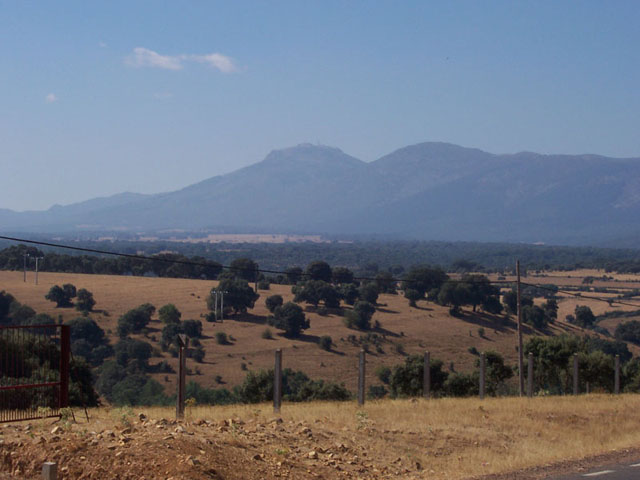

A Penha de França (em castelhano:  Peña de Francia) é uma montanha de 1723 m de altitude situada no sul da província de Salamanca, comunidade autónoma de Castela e Leão, Espanha. É das montanhas mais altas da Sierra de Francia, que por sua vez faz parte do Sistema Central.

## Galeria

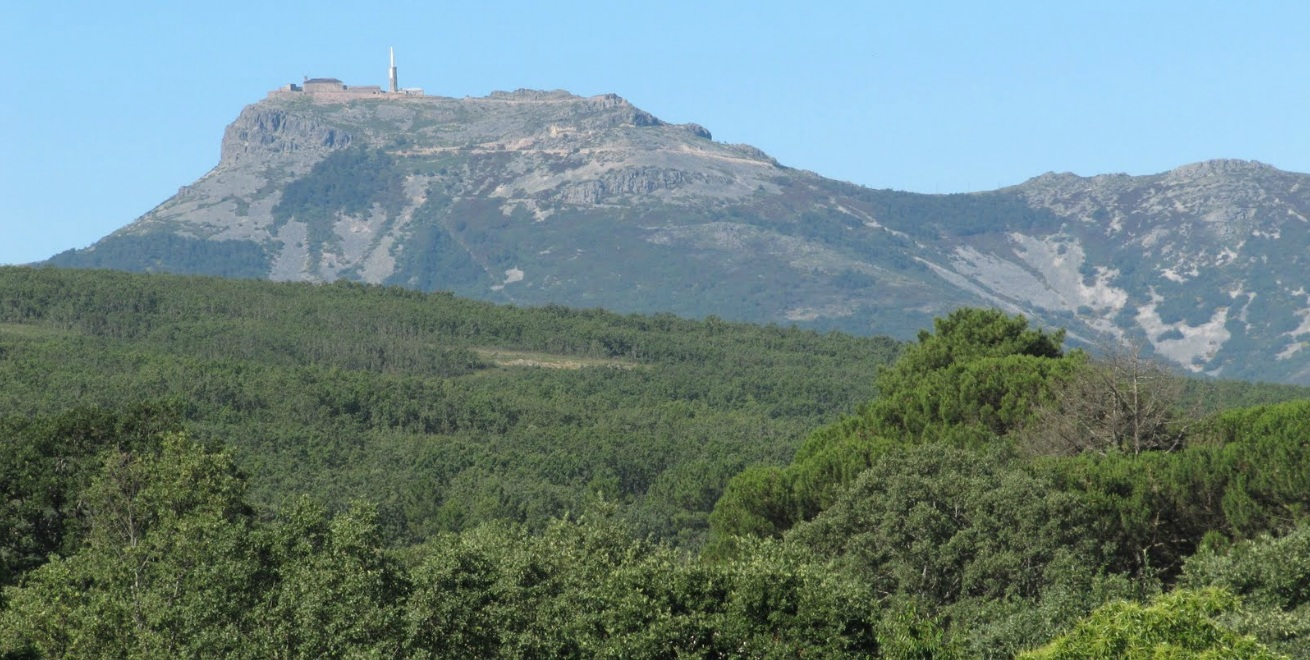
Penha de França (Salamanca), de Cereceda
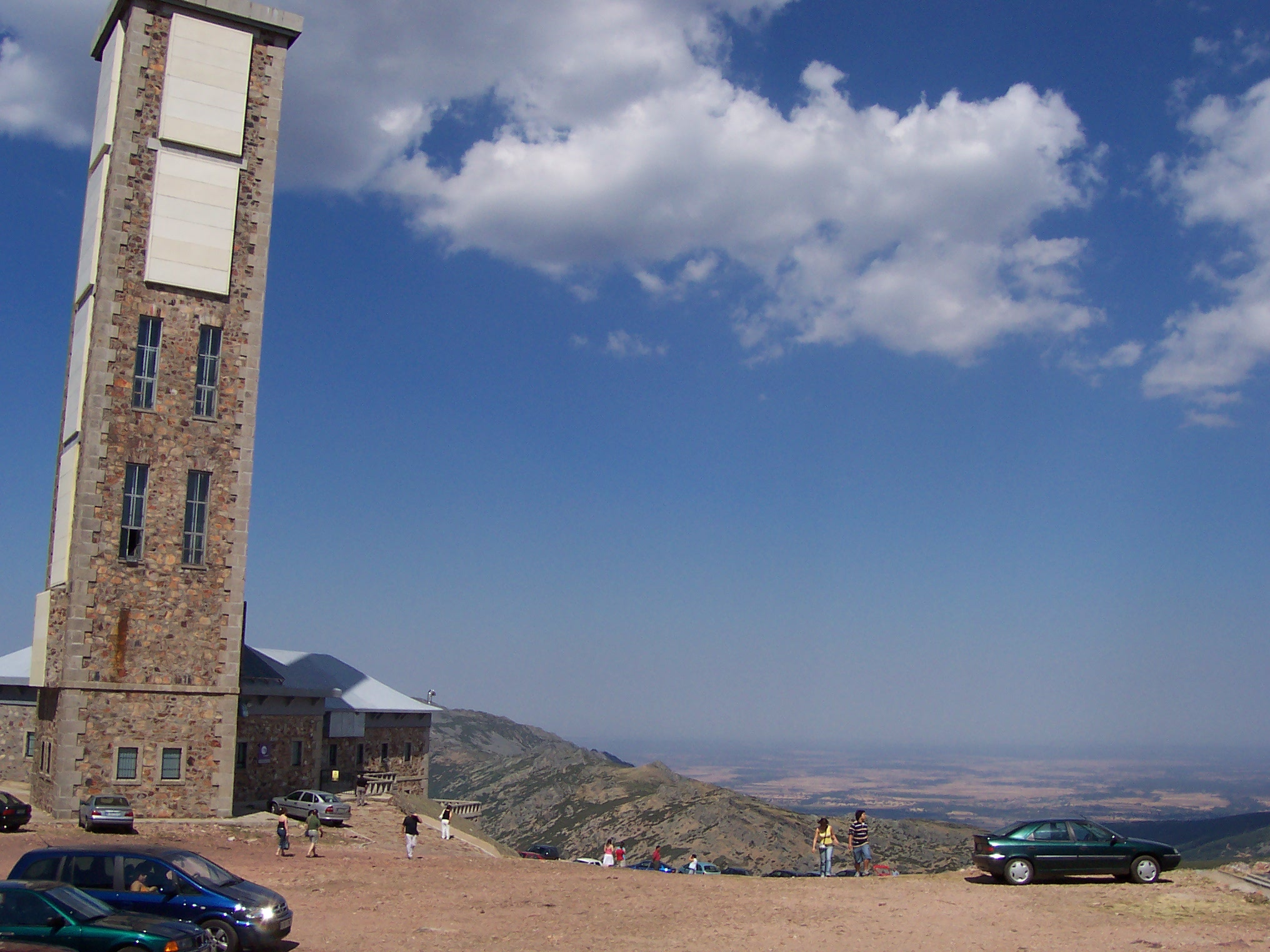
Penha de França (Salamanca), antena de telecomunicações